# Zeche Gideon
Die Zeche Gideon ist ein ehemaliges Steinkohlenbergwerk in Durchholz. Das Bergwerk ist auch bekannt unter den Namen Zeche Gidion und Zeche St. Gideon. Das Bergwerk gehörte zum Märkischen Bergamtsbezirk und dort zum Geschworenenrevier Hardenstein.

## Geschichte

### Die Anfänge
Am 20. Juli des Jahres 1768 wurde die Mutung für ein Grubenfeld eingelegt. Das gemutete Grubenfeld hatte die Abmessung von einer Fundgrube und zehn Maaßen. Das Feld befand sich im Hellinger Siepen, die im Grubenfeld befindliche Kohlenbank strich von Westen nach Osten aus. Als Muter traten Johann Henrich Niermann und Johann Henrich Oberste Frielinghaus auf. Der Berggeschworene Heintzmann erhielt den Auftrag für die Inaugenscheinnahme des Feldes. Im Jahr 1771 hat der angesetzte Stollen das Flöz im Bereich zum Wiesengrund noch nicht erreicht. Die Inaugenscheinnahme war mittlerweile erfolgt. Als Gewerken waren zu diesem Zeitpunkt Johann Henrich Oberste Frielinghaus, Henrich Johann Oberste Frielinghaus, Johann Henrich Niermann, Herr Hagemann genannt Schwermann und der Medizinfiskal Staarmann in den Unterlagen eingetragen. Es wurde festgelegt, dass die Belehnung und die Vermessung dann erfolgen soll, sobald der Stollen das Flöz erreicht hat. Ab diesem Zeitpunkt sollten auch die Rezeßgelder gezahlt werden.

### Die weiteren Jahre
Am 8. März 1787 wurde ein Längenfeld vermessen, ob aber dieses Längenfeld auch verliehen wurde, ist nicht bekannt. Im Jahr 1827 wurde von der Zeche St. Georg ausgehend damit begonnen, das Grubenfeld zu erschließen. Am 16. November 1829 wurde das Grubenfeld erneut vermessen. Ab April 1834 wurde am tonnlägigen Pferdegöpelschacht Hermine Abbau betrieben. Es waren drei Flöze mit unterschiedlichen Mächtigkeiten in Verhieb. Das mächtigste Flöz hatte eine Mächtigkeit von 60 Zoll. Die beiden anderen Flöze waren 50 bzw. 32 Zoll mächtig. Der Schacht Hermine gehörte zu Zeche St. Georg. Er hatte eine flache Teufe von 24 Lachtern. Im Jahr 1836 war die Zeche nachweislich in Betrieb, am 10. Mai desselben Jahres wurde ein Längenfeld verliehen. 
Im Jahr 1840 wurde am Schacht Fanny Abbau betrieben, auch dieser Schacht gehörte zur Zeche St. Georg, er hatte eine flache Teufe von 30 Lachtern. Im Jahr 1842 wurde die Zeche über den St.-Johannes-Erbstollen gelöst. Im Jahr 1845 erneut Abbau am Schacht Fanny. Im Jahr 1855 war der Schacht Hermine in Betrieb. Am 20. Mai 1862 konsolidierte die Zeche Gideon mit weiteren Zechen unterhalb der St. Johannes Erbstollensohle zur Zeche Vereinigte Bommerbänker Tiefbau. Im Jahr 1867 wurde zunächst mit dem Tieferteufen eines Schachtes begonnen, im Laufe des Jahres wurde jedoch wegen Absatzmangels und schlechter Kohlenqualität der Betrieb eingestellt. Im Jahr 1869 wurde die Zeche in Fristen gesetzt. Die Wiederinbetriebnahme erfolgte 1874, aber schon 1876 wurde die Zeche wieder in Fristen gesetzt. Im Jahr 1880 wurde die Zeche wegen matter Wetter stillgelegt. Im Jahr 1882 konsolidierte die Zeche oberhalb des St. Johannes Erbstollen mit der Zeche St. Georg zur Zeche Vereinigte Gideon.

## Förderung und Belegschaft
Auf dem Bergwerk wurden nur Esskohlen abgebaut. Die ersten bekannten Förderzahlen des Bergwerks stammen aus dem Jahr 1835, es wurden 2421 Tonnen Steinkohle gefördert. Im Jahr 1837 wurden 16.196 preußische Tonnen Steinkohle gefördert. Im Jahr 1840 sank die Förderung auf 11.768 preußische Tonnen Steinkohle ab. Im Jahr 1842 erneuter Förderrückgang auf 8766 preußische Tonnen. Die ersten bekannten Belegschaftszahlen des Bergwerks stammen aus dem Jahr 1845, damals waren 14 Bergleute auf dem Bergwerk beschäftigt, die eine Förderung von 4006 Tonnen erbrachten. Im Jahr 1865 sank die Förderung auf 1545 Tonnen Steinkohle und 1867 wurden nur 313 Tonnen Steinkohle gefördert. Die letzten bekannten Förderzahlen des Bergwerks stammen aus dem Jahr 1875, als mit neun Bergleuten 397 Tonnen Steinkohle gefördert wurden. Die letzten bekannten Belegschaftszahlen des Bergwerks stammen aus dem Jahr 1877, in diesem Jahr waren sieben Bergleute auf dem Bergwerk beschäftigt.